# Strand (Londres)

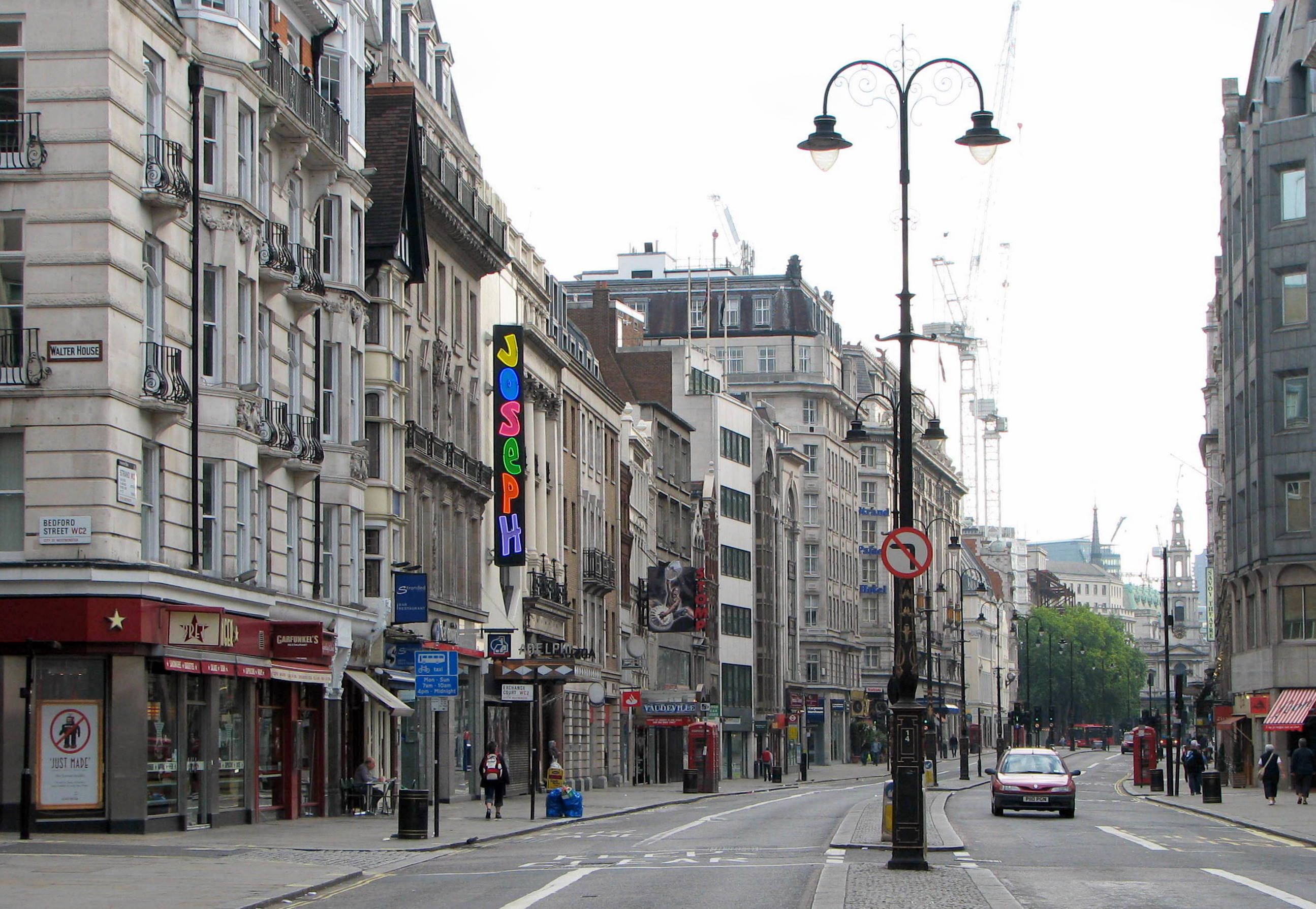
Vista hacia el este sobre la calle Strand.

Strand, comúnmente llamada The Strand, es una calle en Westminster, Londres, Reino Unido, de poco más de 1200 metros de longitud, que actualmente discurre entre Trafalgar Square y Temple Bar, punto limítrofe de Westminster con la City de Londres, en el que Strand se une con la calle Fleet.
Hacia el extremo este de la calle se ubican dos iglesias que, debido a la ampliación de la vía, quedaron ubicadas en isletas en medio de la misma, St Mary-le-Strand y St Clement Danes. La longitud de la calle, desde St Mary-le-Strand al este hasta St Clement, fue alargada en el año 1900 al incluir la calle anterior, Holywell Street, que se bifurcaba con Strand y discurría paralela por el norte. La calle Strand constituye el límite sur del barrio de Covent Garden.
El nombre Strand también se utilizó en algún momento para dos estaciones del Metro de Londres: La estación Aldwych que formaba parte del recorrido de la línea Piccadilly, pero que actualmente no está en uso, y la antigua "estación Strand" de la línea Northern, que ahora se conoce como Charing Cross. Asimismo, el puente de Waterloo recibió el nombre provisional de "Strand Bridge" durante su construcción, pero fue renombrado para su inauguración oficial.

## Toponimia
El nombre de la calle aparece como Stronde en registros que datan de 1185 y como la Stranda en 1220. La forma Strand proviene del vocablo strand del inglés antiguo, que significa 'ribera', y que se refería a la ribera baja del Támesis, río cuyo caudal era más amplio en la época previa a la construcción del Victoria Embankment. Una parte de la vía se conoció en el siglo XIII como Densemanestret, que significa 'calle de los daneses', aludiendo a la comunidad danesa establecida en el área.

## Historia

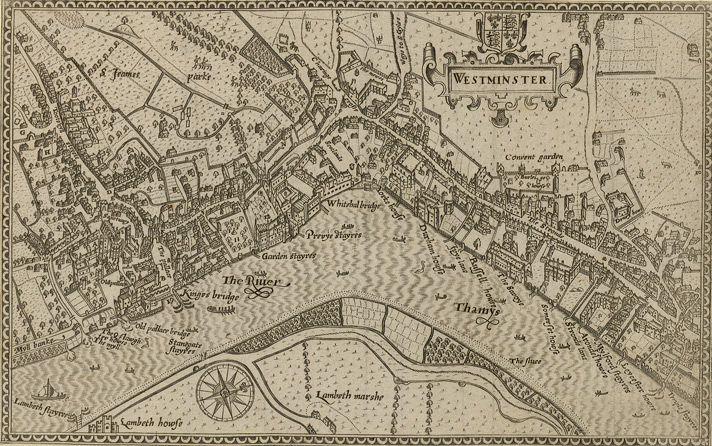
Este mapa de 1593 muestra "The Strande" como la ruta principal: paralela al río, desde la ciudad al este hasta Whitehall al oeste.

Lo que luego sería Strand formó parte durante el periodo romano de una ruta a Silchester, conocida como Iter VIII en el Itinerario Antonino, y que más tarde fue conocida como Akeman Street.
Fue brevemente parte de un asentamiento comercial llamado Lundenwic, que se desarrolló hacia el año 600 
situado entre Trafalgar Square y Aldwych. El rey Alfredo el Grande, después de derrotar a los vikingos en el 878, desplazó el establecimiento de Lundenwic al interior de las antiguas murallas romanas de Londinium, no quedando rastro del asentamiento anterior, y el área volvió a ser campos.
En la Baja Edad Media, Strand se convirtió en la ruta principal entre los pueblos entonces separados de la City de Londres (el centro civil y comercial) y el Palacio Real de Westminster (el centro político nacional). En el registro arqueológico, hay evidencia considerable de ocupación al norte de Aldwych, pero mucho de ello quedó cubierto por los escombros de la demolición de una mansión Tudor Somerset Place, una residencia real anterior, para crear una gran plataforma sobre la que se construyó la primera Somerset House, en el siglo XVII.
La parte oeste de Strand se situaba en la parroquia de St Martin-in-the-Fields, y la este se extendía por las parroquias de St Clement Danes y St Mary le Strand. La mayor parte de su longitud estaba en Westminster, aunque una parte de la sección oriental en St Clement Danes estaba en el hundred o Ossulstone de Middlesex. The Strand era el límite norte del recinto de Savoy, situado aproximadamente donde se encuentra hoy el acceso al puente Waterloo. Todas estas parroquias y lugares pasaron a formar parte del distrito de Strand en el año 1855, con la excepción de St Martin in the Fields, que se regía por separado. El Strand District Board of Works tenía su sede en Tavistock Street 22. El distrito de Strand fue abolido en 1900 y se convirtió en parte de la Ciudad de Westminster.

## Palacios
Desde el siglo XII en adelante, grandes mansiones se alinearon en el Strand, incluyendo varios palacios y casas habitadas por obispos y cortesanos reales,  principalmente en el lado sur, con sus propias «puertas al río» y desembarcos directamente sobre el río Támesis.
En el lado sur estuvieron, de este a oeste: 

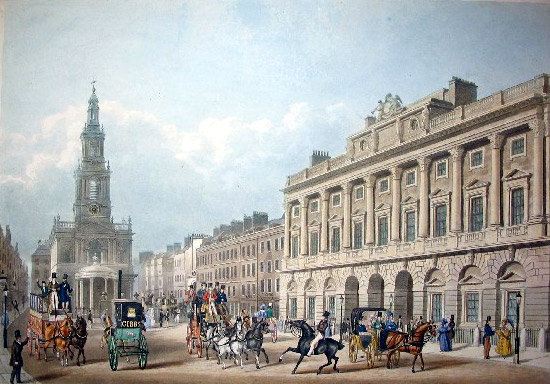
Una ilustración del con la iglesia St Mary-Le-Strand y el frente de Strand en Somerset House.

- Essex House, edificada hacia 1575 para Robert Dudley, I conde de Leicester y llamada originalmente Leicester House. Fue llamada Essex House después de ser heredada por Robert Devereux, II conde de Essex en 1588. Fue demolida entre 1674 y 1679 y la calle Essex (Essex Street), que conduce a Strand, fue construida en la ubicación por el especulador de propiedades Nicholas Barbon.
- Arundel House, originalmente la casa del obispo de Bath y Wells, más tarde posesión de los condes de Arundel. Fue demolida en 1678 y la calle Arundel (Arundel Street) próxima a Strand, fue construida sobre el sitio.[10] Las probables ruinas de las termas romanas de Strand Lane se encontraban en los jardines de la casa.
- Somerset House, edificada por Edward Seymour, I duque de Somerset, regente de Inglaterra en 1547-49, y reedificada en el siglo XVIII.
- Palacio Savoy, la residencia londinense de Juan de Gante, el tío del rey Ricardo II y el agente del poder en la nación. En el siglo XIV el palacio se consideraba la mansión más magnífica de Inglaterra. Empero, durante la Rebelión de los campesinos de 1381, los rebeldes, guiados por Wat Tyler, inflamados por la oposición al impuesto de capitación promovido por Juan de Gante, demolieron el palacio, y todo lo que contenía. En 1512 fue reedificado como el Hospital Savoy para pobres. Empero, gradualmente cayó en el abandono y fue dividido en múltiples tenencias, hasta que fue demolido en 1816-20 par abrir un acceso al puente de Waterloo.[11] Ahora, el Hotel Savoy ocupa el sitio.
- Worcester House, anteriormente la residencia del Obispo de Carlisle.[12]
- Cecil House. El sitio es ahora ocupado por Shell Mex House, Strand número 80.
- Durham House, la residencia londinense histórica del obispo de Durham, edificada hacia 1345 y demolida a mediados del siglo XVIII, fue la casa de la reina Ana Bolena. La calle Durham (Durham Street) y los edificios del Adelphi fueron edificados sobre su sitio.
- York House, edificada como la casa londinense de los obispos de Norwich no más tarde de 1237. Con la reforma protestante fue adquirida por el rey Enrique VIII y conocida como York House cuando el rey se la concedió al Arzobispo de York en 1556. Hacia 1620 la casa fue adquirida por el favorito real George Villiers, I duque de Buckingham y, después de un intermedio durante la Revolución inglesa, fue retornada a George Villiers, II duque de Buckingham quién la vendió a promotores en 1672. Fue demolida poco después y nuevas calles y edificios fueron edificados sobre el sitio, incluyendo la calle Villiers (Villiers Street) que aquí conecta Strand con el Thames Embankment al sur.
- Hungerford House. Demolida y remplazada, sucesivamente, por el mercado de Hungerford y la estación de Charing Cross.
- Northumberland House, una gran mansión en estilo jacobino, la residencia londinense histórica del duque de Northumberland; edificada en 1605 y demolida en 1874. Northumberland Avenue, hacia Thames Embankment, ocupa su sitio.

Sobre el lado del norte estaban:
- Cecil House, también llamada Exeter House o Burghley House, estaba sobre el lado norte de Strand; fue edificada en el siglo XVI por William Cecil, I barón de Burghley como ampliación de una casa Tudor ya existente. Exeter House fue demolida en 1676 y Exeter Exchange fue edificado sobre el sitio. Una famosa colección de fieras ocupó sus pisos superiores durante más de 50 años, de 1773 hasta 1829, cuando Exeter Exchange fue demolido. Fue remplazado por Exeter Hall, notable lugar de encuentro de evangélicos. Fue demolido en 1907 y el sitio es ahora ocupado por el Strand Place Hotel.
- Bedford House.
- Wimbledon House.

Con la excepción de Somerset House, que fue reedificado, todos los grandes edificios de esta calle fueron demolidos, y cubiertos por calles flanqueadas por edificios más pequeños. Estos fueron levantados por promotores sobre los sitios de las viejas mansiones, a partir del siglo XVII. Un New Exchange fue edificado sobre parte de los jardines de Durham House, en 1608, mirando hacia Strand. Este mercado para la clase alta con tiendas de productos lujosos tuvo gran popularidad pero fue demolido en 1737.

## Iglesias

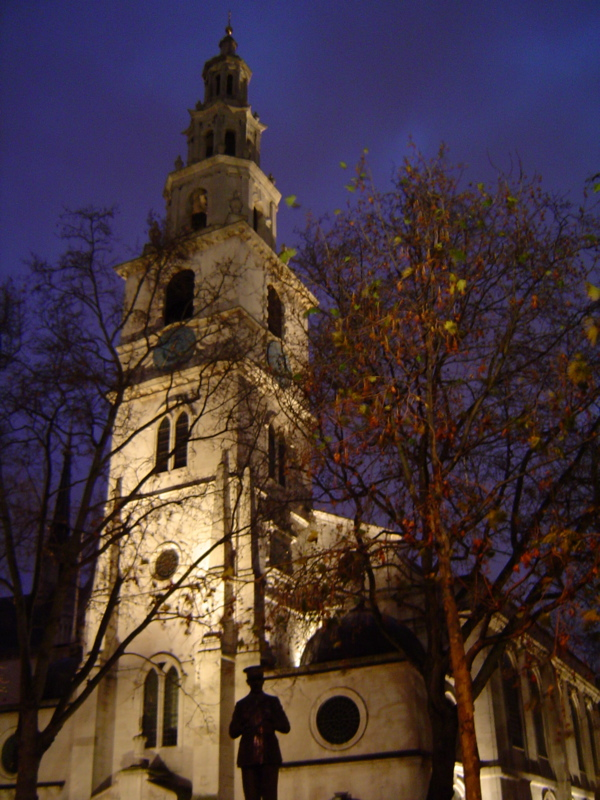
St. Clement Danes Church, próxima a la calle Fleet.

La iglesia de St. Clement Danes fue fundada en el siglo IX, pero el edificio actual es principalmente una construcción del siglo XVII, levantada sobre la anterior por Sir Christopher Wren. Aquí está sepultado uno de los reyes ingleses menos conocidos, Haroldo Harefoot (reinado 1035-40). St. Mary-le-Strand fue diseñada por James Gibbs y completada en 1717, reemplazando una iglesia demolida por el primer duque de Somerset con material procedente de su casa próxima, Somerset House. Essex Street Chapel (La capilla de la calle Essex), la cuna del Unitarismo británico en 1774, termina sobre Strand; el edificio, después la Segunda Guerra Mundial, sirvió como oficina principal de la Asamblea General de las Iglesias Cristianas Unitarias y Libres.

## Decadencia
Después de la demolición de muchas de sus grandes mansiones, y el abandono de la zona por sus habitantes aristocráticos, el área adquirió mala reputación como lugar para vividores - por sus cafés, infames tabernas y mujeres baratas. La taberna Dog and Duck (Perro y Pato), antiguamente localizada en The Strand, fue famosa por ser uno de los escenarios en que se reunían los intrigantes de la Conspiración de la pólvora (1605). Y, al tiempo de la Primera Revolución Inglesa, la taberna Nag's Head ("Cabeza de Rocín") fue el escenario de un encuentro entre Henry Ireton y los Niveladores, que resultó en la producción de un documento llamado la "Protesta del Ejército" (Remonstrance of the Army, en inglés), que instaba a la abolición de la monarquía y el juicio del rey Carlos I. En el siglo XIX la taberna Coal Hole ("Agujero de Carbón"), administrada por Renton Nicholson, ganó fama por sus cenas acompañadas de espectáculos musicales, tableaux vivants de mujeres en poses plastiques, y representaciones vulgares de juicios ficticios.

## La vida literaria
En el siglo XIX el Strand fue reedificado y las casas al sur a orillas del Támesis, quedaron separadas del río por el terraplén Victoria, construido en 1865-70 el cual desplazó el curso del río a 50 metros de ellas. Strand se convirtió en una dirección nuevamente de moda y muchos escritores y pensadores de vanguardia se reunieron allí, entre ellos Thomas Carlyle, Charles Dickens, William Makepeace Thackeray, John Stuart Mill, Herbert Spencer y el científico Thomas Henry Huxley. En 142 Strand estaba la casa del editor radical y médico John Chapman, quién no solo publicaba a muchos de sus contemporáneos durante los años 1850, sino que también editó la revista Westminster Review durante 42 años. El poeta norteamericano Ralph Waldo Emerson fue huésped en su casa. Un grado más bajo de publicaciones procedía de la zona oriental de Strand, en Holywell Street estaba el centro del comercio impreso pornográfico en la época victoriana, hasta que la calle fue eliminada por el ensanchamiento de Strand en 1900. Virginia Woolf también escribió sobre Strand en algunos de sus ensayos, incluyendo Street Haunting; A London Adventure. T.S. Eliot alude a The Strand en su poema de 1905 At Graduation y en su poema de 1922 The Waste Land (parte III, The Fire Sermon). John Masefield también menciona «un rempujando en The Strand» en su bien conocido poema On Growing Old.

## El teatro
The Strand fue el centro de los principales teatros y de la vida nocturna en la época victoriana. Sin embargo, la modificación de Strand oriental con la construcción de las calles Aldwych y Kingsway en los años 1890 y 1900 provocaron la pérdida de la Opera Comique, el Globe, el Royal Strand Theatre y el Olympic Theatre.
Otros teatros famosos sobre Strand perdidos incluyen el Gaiety Theatre (cerrado en 1939, demolido en 1957), Terry's Theatre (convertido en sala de cine en 1910, demolido en 1923), y el Tivoli Theatre (cerrado en 1914, demolido más tarde; en el año 1923 el cine Tivoli abrió sobre el sitio y fue cerrado y demolido en 1957 por la construcción de la tienda Peter Robinson).
Los teatros que sobreviven incluyen el Teatro Adelphi, el Teatro Savoy y el Teatro Vaudeville, y, en la próxima Wellington Street, el Teatro Lyceum.

## Conexiones
La Estación de Charing Cross, edificada sobre Strand en 1864, promovió un servicio de tren y barco a Europa. Esto estimuló el crecimiento de hoteles en el área para atender a los viajeros. Estos incluyen el Hotel Charing Cross, junto a la estación. Hoy, los vendedores de artículos de equipaje y los agentes de turismo en Strand testifican esas antiguas conexiones internacionales del área. También lo son los vendedores de viejos sellos de correos, evocadores de los viajes por todo el mundo, asentados en Strand, incluyendo Stanley Gibbons.

## En la cultura popular

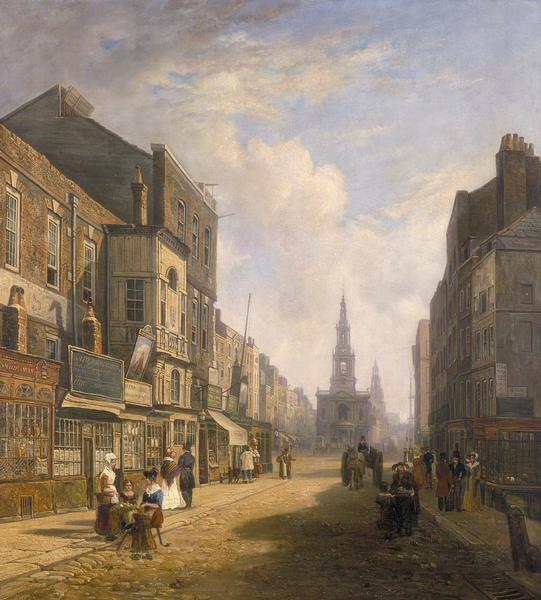
The Strand, Looking Eastwards from Exeter Exchange (1822). La iglesia a lo lejos es St Mary-Le-Strand, con St. Clement Danes detrás.

The Strand es el tema de una canción de music hall inglesa famosa Let's All Go Down the Strand ("Vamos todos a The Strand"; letra y música de Harry Castling y Clarence Wainwright Murphy). La canción trata de un grupo de turistas pasando la noche en Trafalgar Square antes de embarcar hacia Renania — presumiblemente vía tren y barco desde la estación próxima de Charing Cross.
La canción inspiró una versión del grupo Blur. Las líneas de la canción «Let's all go down the Strand» y «Have a banana!» ("¡Toma un plátano!") son también referencias usadas por el cómico británico Bill Bailey durante su rutina musical cockney.
En la novela La señora Dalloway, de Virginia Woolf (1925), Elizabeth, la hija de Clarissa y Richard, en un momento raro de soledad observando entre las multitudes sobre The Strand, piensa en una realización significante de su función en la vida y comienza a resolver la tensión en sí misma mirando a su madre y a la señorita Kilman.
El grupo de art rock Roxy Music tomó a The Strand como inspiración para su tercer sencillo, Do the Strand, del álbum de 1973 For Your Pleasure.
El grupo de rock progresivo Jethro Tull referencia The Strand en su canción Requiem, de su álbum de 1975 Minstrel In The Gallery.
El poeta John Betjeman la usa como el título de una canción para un documental de televisión hecho por Associated-Rediffusion en 1967, y el mismo año Margaret Williams hizo lo mismo para una comedia. The Strand es también el lugar donde Burlington Bertie, el héroe de otra canción de music hall popular, vaga «like a toff» ("como un dignatario").
En la adaptación de la película de la cuarta novela de Las Crónicas de Narnia de C. S. Lewis, El príncipe Caspian, los cuatro niños Pevensie están sobre el andén de la estación de metro Strand cuando el grito de la trompa mágica de Susan los cita a volver a Narnia. Vuelven a la estación al final de la película, a tiempo de irse a la escuela.
La revista The Strand Magazine fue llamada así por la calle, y comenzó su publicación en 1891. Una serie de radio sobre arte y cultura del Servicio Mundial de la BBC fue llamada The Strand. En la Bush House, sobre The Strand, funcionó la casa del Servicio Mundial entre 1941 y 2012.

## Otros edificios notables

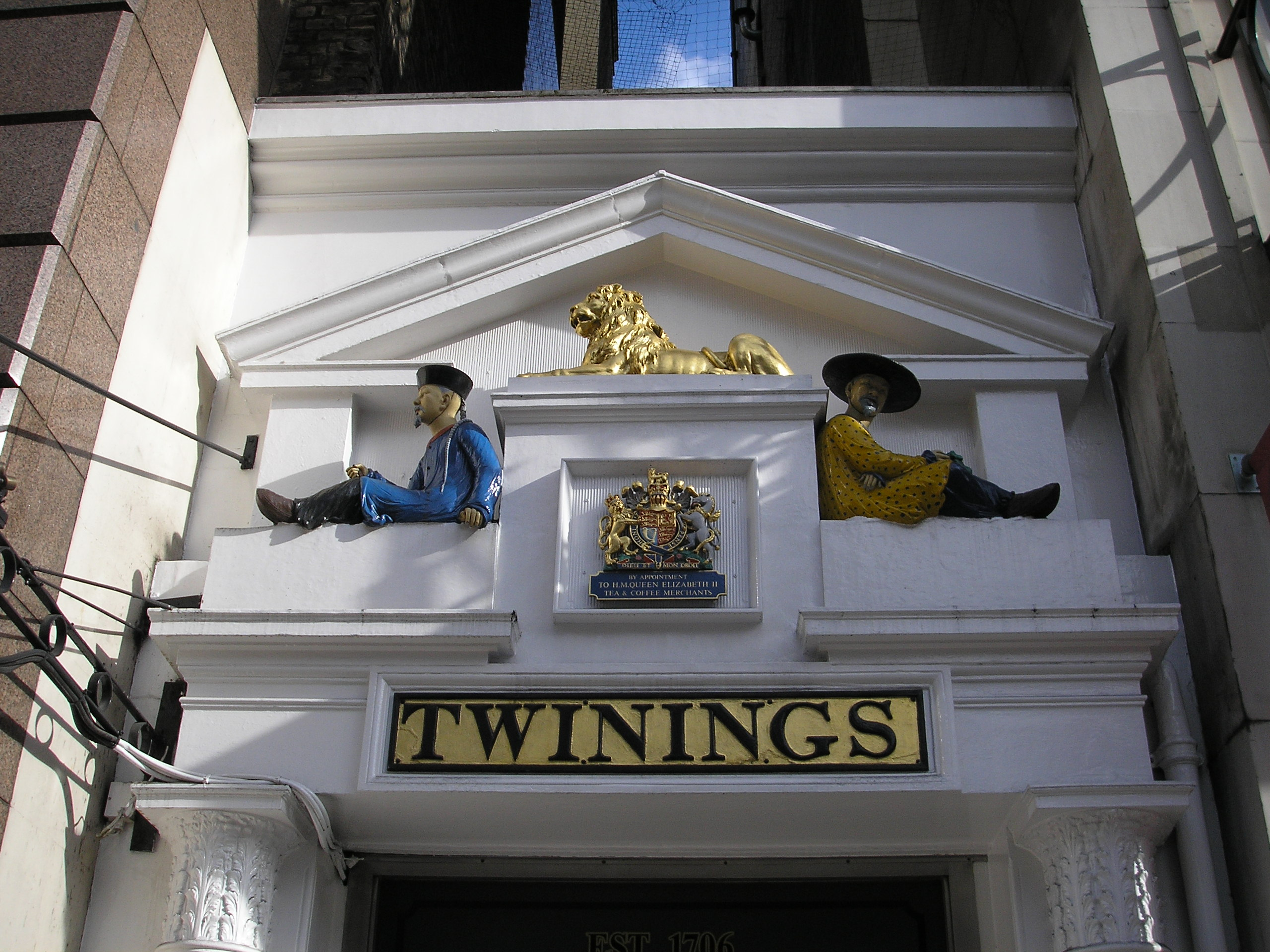
La vieja tienda de Twinings sobre Strand.

- Australia House, la embajada de Australia en Londres
- Courtauld Institute of Art (hacia Somerset House)
- King's College de Londres, su patio principal (llamado Strand Campus) se sitúa cerca de esta calle, próximo a Somerset House
- Reales Tribunales de Justicia
- Simpson's-in-the-Strand
- Strand Palace Hotel
- Twinings
- Zimbabwe House, la embajada de Zimbabue en Londres, con esculturas de Jacob Epstein
- Gibraltar House, el consulado de Gibraltar en Londres
- 440 Strand, la oficina principal del banco Coutts & Co
- 399 Strand, la tienda principal de Stanley Gibbons, vendedores de sellos de correos presentes en Strand desde 1891.